# Гојко Раичевић
Гојко Раичевић је српски новинар и активиста из Црне Горе. Уредник је портала ИН4С и бивши директор дневних новина Слобода.
До 2009. године је био генерални секретар Српског националног савета Црне Горе, а један је од оснивача Српске куће у Подгорици.
Дана 17. октобра 2015. Раичевић је брутално је претучен и завршио је у Ургентном центру, након што је ухапшен током акције разбијања протеста испред Скупштине Црне Горе. После указане медицинске помоћи и примања инфузије, Раичевић је одведен у полицију. Након саслушања, пуштен је на слободу.
Осим црногорског, поседује и британско држављанство, а Раичевић тврди да је због тога оптуживан да је британски шпијун.

## Признања
Године 2016. је добио награду Удружења независних новинара за мир (Independent Journalist Association for Peace), а Раичевићу је награду уручио Жан-Мари Ле Пен.